# Ace (альбом Scooter)
Ace — вісімнадцятий студійний альбом німецького гурту Scooter, випущений 5 лютого 2016 року на лейблах Sheffield Tunes і Kontor Records. Перший сингл «Riot» вийшов 4 вересня 2015 року, а другий сингл «Oi» був випущений 5 лютого 2016 року. Третій сингл «Mary Got No Lamb» був випущений 6 травня 2016 року.

## Список композицій
Автор музики Scooter. 
| #   | Назва                                       | Тривалість |
| --- | ------------------------------------------- | ---------- |
| 1.  | «Ace»                                       | 2:05       |
| 2.  | «Oi»                                        | 3:10       |
| 3.  | «Mary Got No Lamb»                          | 3:26       |
| 4.  | «Riot»                                      | 3:05       |
| 5.  | «Encore»                                    | 3:54       |
| 6.  | «Burn» (Scooter & Vassy)                    | 2:40       |
| 7.  | «Don't Break the Silence»                   | 3:19       |
| 8.  | «The Birdwatcher»                           | 3:34       |
| 9.  | «What You're Waiting For» (за уч. Maidwell) | 3:34       |
| 10. | «Crazy»                                     | 3:04       |
| 11. | «Opium»                                     | 3:57       |
| 12. | «Stargazer» (за уч. Maidwell)               | 3:34       |
| 13. | «Wolga»                                     | 6:05       |
| 14. | «Torch»                                     | 3:08       |

## Учасники запису
- Ейч Пі Бакстер (MC ака Ace) (тексту)
- Філ спейсерами (мюзикл, заснований, пост-продакшн)
- Майкл Саймон (співавтор)
- Вассй (доріжка 6)
- Майкл Маидвеселл (доріжка 9 & 12)
- Мартін Вейланд (дизайн обкладинки)

## Чарти
| Чарт (2016)                                  | Найвища позиція |
| -------------------------------------------- | --------------- |
| Австрія Austrian Albums (Ö3 Austria)         | 14              |
| Чехія Czech Albums (ČNS IFPI)                | 11              |
| Німеччина German Albums (Offizielle Top 100) | 6               |
| Угорщина Hungarian Albums (MAHASZ)           | 13              |
| Швейцарія Swiss Albums (Schweizer Hitparade) | 34              |
| Велика Британія UK Dance Albums (OCC)        | 17              |